# Баба Вишња
Вишња Урошевић, познатија под именом Баба Вишња (1737 — 1817) била је мајка кнеза Милоша и родоначелница династије Обреновић. Вишња је имала два брака и шесторо деце.

## Порекло
Тачно презиме, место и датум рођења Баба Вишње нису познати. Међутим, како је Радомир М. Илић назначио у публикацији „О љубићским селима – Антропогеографска проучавања” (Српски етнографски зборник, Српска краљевска академија, 1903), Баба Вишња је рођена у засеоку Орловак у Доњој Трепчи, у породици Урошевић. Томе у прилог говори и споменик њеном брату Димитрију Урошевићу на старом гробљу у Брусници: „Здје почивајет раб Божи Димитрије Урошевич, ујак господара Милоша. Престави се Н 1821 м декември 26”. Није познато да је у Брусници било Урошевића, али је познато да се након смрти свог другог мужа Теодора Михаиловића Вишња са децом из другог брака вратила у Брусницу код свог сина из првог брака Јакова Обреновића. Према чибучким тевтерима Рудничке нахије из 1823. године, Доња Трепча била је једино село у нахији где је забележено презиме Урошевић.
И сами историчари и публицисти данас се споре око порекла Вишње Обреновић. Поред става да је родом из Урошевића из оближњег подвујанског села Доња Трепча, велики број њих тврди да је она заправо потекла из Горње Трепче, тачније породице Гојковић. Наравно, постоји теза да је и она, попут свог првог мужа, рођена у Брусници, у фамилији Маријановић.

## Први брак
Вишња се 1765. године удала за Обрена Мартиновића. Са њим је имала троје деце:
1. Јаков (?—1811)
2. Милан Обреновић (?—1810)
3. Стана

Обрен је умро око 1777. године.

## Други брак
После Обренове смрти Вишња се преудала за Теодора Михаиловића из Средње Добриње.
Теодоров деда звао се Милош.
Он је имао је два сина, Мијаила и Гаврила.
Мијаилов син је Теодор (Тоша) Михаиловић, други супруг баба Вишње.
Вишња је са њим имала три сина:
1. Милоша (1780—1860),
2. Јована (1786—1850) и
3. Јеврема (1790—1856).

Сва тројица су рођени у селу Горња Добриња крај Пожеге.
Теодор је умро 1802. године.
После неког времена, Јаков и Милан су позвали себи у Брусницу мајку Вишњу са децом из другог брака. Иако од другог оца, Милош, Јован и Јеврем усвајају презиме своје полубраће по мајци Обреновић, с тим да се њима на презиме Обреновић додаје и Теодоровић, по њиховом оцу.
До Првог српског устанка Јаков и Милан Обреновић су се бавили трговином стоком, а у тај посао су увели и свог полубрата Милоша.

## Смрт
Баба Вишња је умрла 18. јуна 1817. године пред сам крај Другог српског устанка. Првобитно је била сахрањена на месном гробљу у Брусници. Две године касније кнез Милош је њене земне остатке однео у порту манастира Враћевшница где их је закопао уз северни зид цркве. У порти су такође сахрањени Ана, Марија и Гаврило – троје Милошеве деце. У истом манастиру јој је подигнут споменик 1901. године.

## Занимљивости
Насеље Вишњица у Београду носи назив по Баба Вишњи.
У Београду постоји и Улица баба Вишњина која се простире од Макензијеве до Крунске улице, пресецајући у једном делу Његошеву.
Баба Вишњина улица добила је овај назив 1. јануара 1900. године.
Године 1946. део Баба Вишњине улице од Крунске до Булевара краља Александра се издвојио и добио назив Голсвордијева улица. Године 2016. подигнут јој је споменик и у Горњој Трепчи.

## Породица

### Родитељи
| име | слика | датум рођења | датум смрти |
| --- | ----- | ------------ | ----------- |
|     |       |              |             |
|     |       |              |             |

### Први брак

#### Супружник
| име              | слика | датум рођења | датум смрти |
| ---------------- | ----- | ------------ | ----------- |
| Обрен Мартиновић |       |              | око 1780.   |

#### Деца
| име             | слика | датум рођења         | датум смрти        | супружник    |
| --------------- | ----- | -------------------- | ------------------ | ------------ |
| Јаков Обреновић |       | 1767.                | 1811.              | Ђурђија      |
| Милан Обреновић |       | између 1767. и 1780. | 16. децембар 1810. | Стоја        |
| Стана Обреновић |       |                      |                    | Сава Николић |

### Други брак

#### Супружник
| име               | слика | датум рођења | датум смрти |
| ----------------- | ----- | ------------ | ----------- |
| Теодор Михаиловић |       |              |             |

#### Деца
| име              | слика | датум рођења   | датум смрти         | супружник                    |
| ---------------- | ----- | -------------- | ------------------- | ---------------------------- |
| Кнез Милош       |       | 18. март 1780. | 26. септембар 1860. | Кнегиња Љубица               |
| Јован Обреновић  |       | 1787.          | 22. јануар 1850.    | Круна Михаиловић; Ана Јоксић |
| Јеврем Обреновић |       | 18. март 1790. | 20. септембар 1856. | Томанија Богићевић           |